# Diaphorodendron
Diaphorodendron DiMichele, 1985, del griego diaphoros (=diferente) y dendron (=árbol), es un género de Lycophyta de porte arbóreo conocido a partir de sus restos fósiles del periodo Carbonífero. Esta planta probablemente se desarrollaba en zonas pantanosas más alejadas del agua que sus parientes del orden Lepidodendrales.
Morfológicamente estas plantas contaban con un alto tronco o fuste con ramificaciones laterales o con una amplia corona. Estas ramificaciones caducas eran anisótomas, un carácter que no poseían el resto de Lepidodendrales. El estróbilo conteniendo los esporofilos se formaba en posición terminal o subterminal unido a las ramas principales mediante un corto eje. Estos estróbilos eran monoesporangiados produciendo megasporas y microesporas en estructuras independientes.

## Morfología
Los restos fósiles de los representantes del género Diaphorodendron, varios de ellos ubicados anteriormente en Lepidodendron, muestran unos vegetales de porte arbóreo con un tallo erecto con ramificaciones laterales anisótomas y decíduas, esto es que se pierden en la madurez, o bien con un tallo columnar con ramificaciones dendríticas anisótomas y terminales formando una corona de ramas curvadas. El primer caso se corresponde con las especies Diaphorodendron vasculare y Diaphorodendron phillipsi, vegetales que alcanzan entre 8 y 10 metros de altura y con Diaphorodendron scleroticum, que alcanza más de 20 metros. El segundo caso se corresponde con Diaphorodendron dicentrium, de dimensiones desconocidas.
Como el resto de los representantes de su orden tanto el tallo como las ramificaciones presentan cicatrices vasculares resultado de la abscisión de los micrófilos. En Diaphorodendron estas cicatrices se encuentran elongadas verticalmente y presentan una ornamentación muy sencilla. En el centro de la cicatriz foliar aparece una traza foliar no muy prominente. Debido al ensanchamiento de los tallos principales entre los tejidos que separan las diferentes cicatrices foliares se encuentran comúnmente fisuras tangenciales.
El cilindro vascular de este género es bien conocido y es el principal carácter taxonómico que permite su diferenciación de Lepidodendron. Posee un peridermo bizonal con una felodermis externa formada por capas muy delgadas de células de pared estrecha que es especialmente evidente en las zonas más maduras de los tallos en cuyo interior aparece un felógeno homogéneo. Bajo el peridermo aparece un córtex ancho y trizonal responsable de gran parte de la resistencia mecánica de los tallos. El córtex externo está compuesto por células de paredes delgadas en disposición radial especialmente en los alrededores de la traza foliar. Los córtex medio e interno están menos definidos y destaca la presencia de células oscuras en ellos. En el interior aparece una estela de tipo protoestela medulada con protoxilema exarco uniformemente repartido por todo su perímetro.
En posición terminal o subterminal de pequeñas ramificaciones de no más de 2 cm de diámetro situadas en las ramificaciones principales se encuentran los estróbilos de este género. Estos estróbilos monosporangiados, que portan o bien megaesporangios o bien microsporangios, son los conocidos en el registro fósil como Achlamydocarpon varius. Los megaesporangios tienen una morfología característicamente aplanada dorsoventralmente, una pared celular heterocelular y dehiscencia lateral que permite la salida de unas megasporas correspondientes a la palinoespecie Cystosporites. Los microesporangios no han sido descritos pero producían microesporas correspondientes a la palinoespecie Cappasporites.
El sistema radicular de este género no se conoce aunque probablemente se corresponda con Stigmaria debido a las similitudes que presentan ambas especies en cuanto a la disposición del peridermo.